# لياندرو (لاعب كرة قدم)
لياندرو (19 مارس 1982 في البرازيل - ) هو لاعب كرة قدم برازيلي ومجري في مركز الظهير. شارك مع منتخب المجر تحت 21 سنة لكرة القدم ومنتخب المجر لكرة القدم. أما مع النوادي، فقد لعب مع أتلتيكو باراناينسي ونادي أومونيا ونادي بودابست ونادي دبرتسني ونادي فيرينتسفاروشي وزومباثلي هالاداس ‏.

## وصلات خارجية
- لياندرو (لاعب كرة قدم) على موقع اتحاد المجر (الهنغارية)
- لياندرو (لاعب كرة قدم) على موقع قاعدة بيانات كرة القدم.إي يو (الإنجليزية)
- لياندرو (لاعب كرة قدم) على موقع ناشيونال فوتبول تيمز (الإنجليزية)
- لياندرو (لاعب كرة قدم) على موقع Soccerbase.com (لاعب) (الإنجليزية)
- لياندرو (لاعب كرة قدم) على موقع Soccerway.com (الإنجليزية)